# 4-n-Nonilfenol
4-n-Nonilfenol (para - Nonilfenol, 1-Nonil-4-fenol, etc) é o composto químico derivado do fenol em que um n-nonil está ligado na posição para.
A classe dos nonilfenóis, em que os nonil são ramificados, são importantes detergentes [carece de fontes?].